# Europese weg 58
De Europese weg 58 of E58 is een Europese weg (Klasse A Oost-West verbindingsweg). De weg begint in Wenen, in Oostenrijk, en eindigt in Rostov aan de Don, in Rusland. Verder loopt de weg ook door Slowakije, Oekraïne, Roemenië, Moldavië en Oekraïne (tweede keer).
Grote steden die aan de weg liggen zijn: Wenen - Bratislava - Zvolen - Košice - Oezjhorod - Moekatsjevo - Halmeu - Suceava - Botoșani - Iași - Sculeni - Chisinau - Odessa - Mykolajiv - Cherson - Melitopol - Taganrog - Rostov aan de Don.

## Nationale wegnummers
De E58 loopt over de volgende nationale wegnummers:
| Nummer     | Tracé                        |
| Oostenrijk | Oostenrijk                   |
| ---------- | ---------------------------- |
| A4         | Wenen - Parndorf             |
| A6         | Parndorf - Slowakije         |
| Slowakije  |                              |
| D2         | Oostenrijk - Bratislava      |
| D1         | Bratislava - Trnava          |
| 51         | Trnava - Nitra               |
| 65         | Nitra - Žiar nad Hronom      |
| 50         | Žiar nad Hronom - Oekraïne   |
| Oekraïne   |                              |
| M08        | Slowakije - Oezjhorod        |
| M05        | Oezjhorod - Moekatsjevo      |
| P54        | Moekatsjevo - Berehove       |
| M23        | Berehove - Vylok             |
| P55        | Vylok - Roemenië             |
| Roemenië   |                              |
| 1C         | Oekraïne - Dej               |
| 17         | Dej - Suceava                |
| 2          | Om Suceava                   |
| 29         | Suceava - Botoșani           |
| 28B        | Botoșani - Târgu Frumos      |
| 28         | Târgu Frumos - Iași          |
| 24         | Iași - Moldavië              |
| Moldavië   |                              |
| R1         | Roemenië - Chisinau          |
| M21        | Ringweg Chisinau             |
| M14        | Chisinau - Oekraïne          |
| Oekraïne   |                              |
| M16        | Moldavië - Odessa            |
| M14        | Odessa - Rusland             |
| Rusland    |                              |
| M23        | Oekraïne - Rostov aan de Don |